# АХХАА
Центр науки АХХАА (AHHAA, est.) — крупнейший научно-образовательный центр в Прибалтике. С 7 мая 2011 года главное здание АХХАА располагается в Тарту по адресу Садама 1.
Среди основных задач АХХАА — знакомство посетителей всех возрастов с наукой в игровом ключе, формирование положительных установок в отношении науки и технологии, популяризация научного подхода и повышение интереса общественности к достижениям науки.

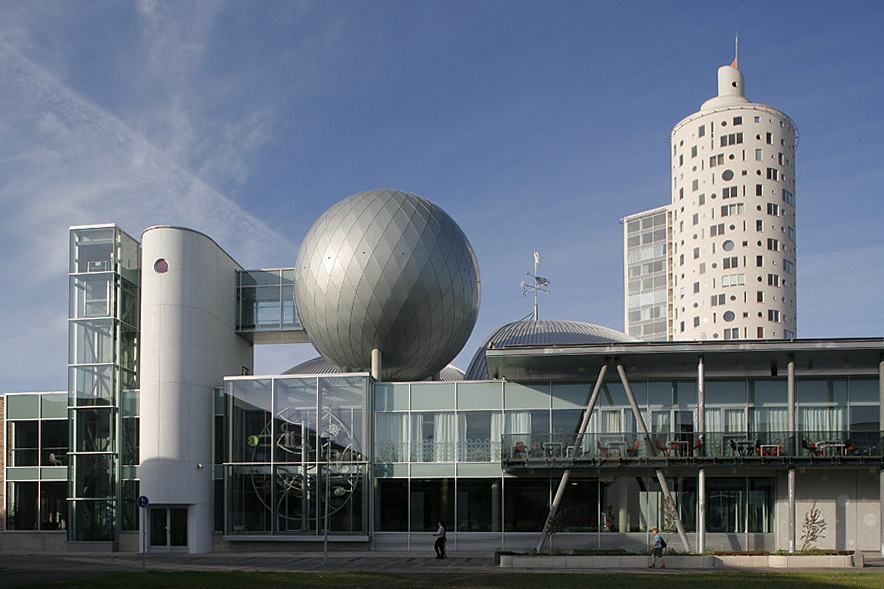
АХХАА

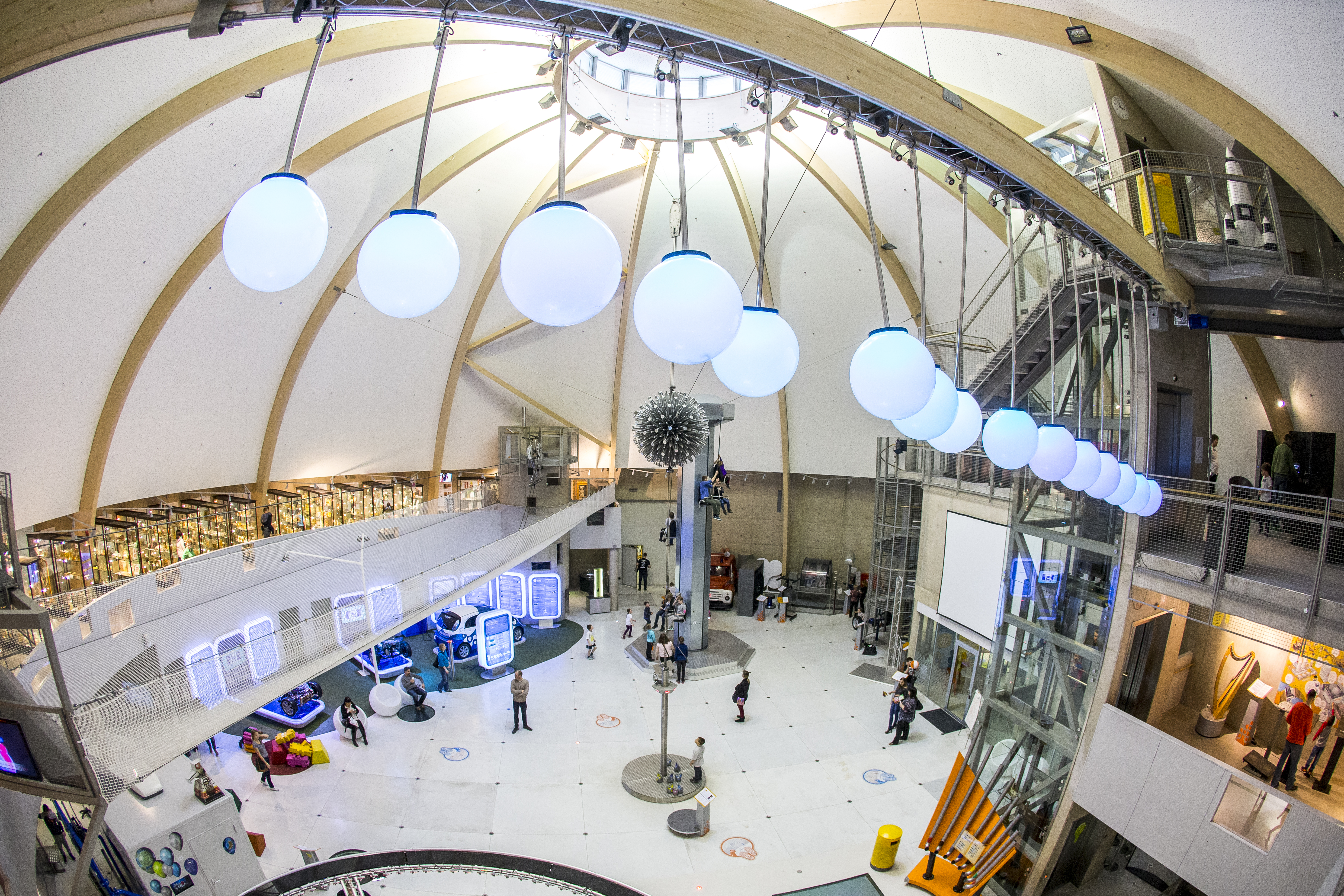
Вид на зал технологии АХХАА с балкона третьего этажа

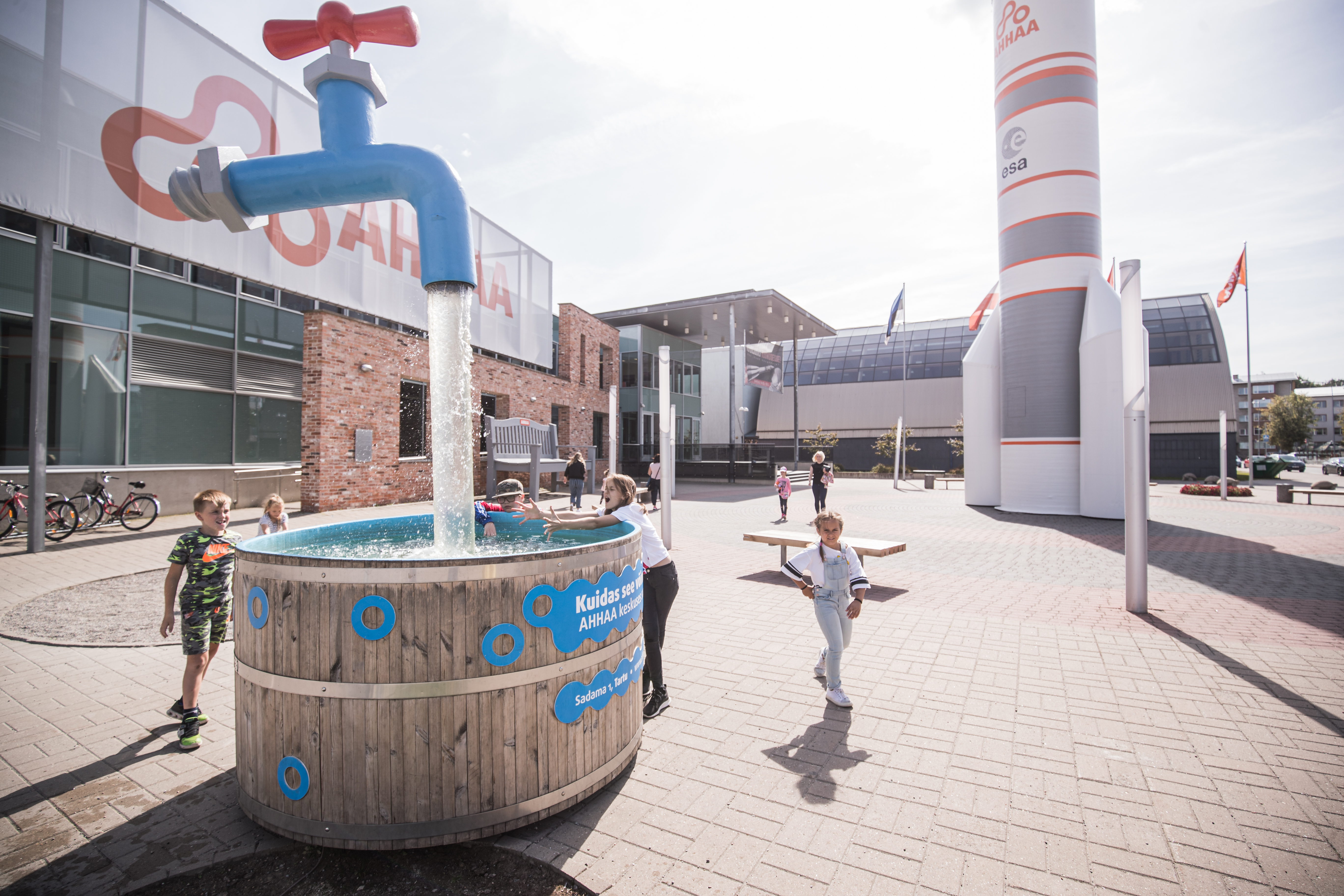
Экспонаты перед зданием АХХАА

## История
АХХАА начал свою деятельность 1 сентября 1997 года в качестве проекта Тартуского университета. В 2004 году центр стал самостоятельным целевым учреждением при поддержке государства, городской мэрии Тарту и Тартуского университета. Первым руководителем центра была Тийу Сильд (до 2012 года). В 2008—2017 гг. в тартуском торговом центре «Лыунакескус» действовал 4D-кинотеатр АХХАА. В 2009 году был открыт филиал АХХАА на площади Свободы в центре Таллина. В мае 2011 года открылся главный центр АХХАА в Тарту, весной 2013 года Таллинский филиал был закрыт. С 2012 года членами правления АХХАА являются Андрес Юур и Пильви Кольк.
В координирующий деятельность Центра науки АХХАА совет входят Катрин Пихор (председатель совета), Рено Лайдре, Ханнес Асток, Ауне Вальк, Яанус Карв и Риин Тамм. Кроме этого при центре действует научный совет, который консультирует и даёт оценку содержания программы.

## Здание
Новое современное здание АХХАА находится в центре Тарту, по адресу ул. Садама 1. Проектированием занимались архитекторы Вилен Кюннапу и Айн Падрик. Строительство было начато летом 2008 года и закончилось к концу 2010 года. Общая площадь центра составляет 11 156 м², а объём здания превышает 54 000 кубометров. Здание состоит из трёх разноэтажных экспозиционных залов, в каждом из которых — своё решение пространства (купол, полукупол и короб). Над крышей, обособленно от основного строения, возвышается сферический планетарий. Каркас здания выполнен из монолитного железобетона, дуги купола и полукупола сделаны из клееной древесины.
Здание построено на месте промышленного помещения кожевенной фабрики E.M.Uswansky & Pojad. Исторический объект частично сохранён во фрагменте стены из красного кирпича.

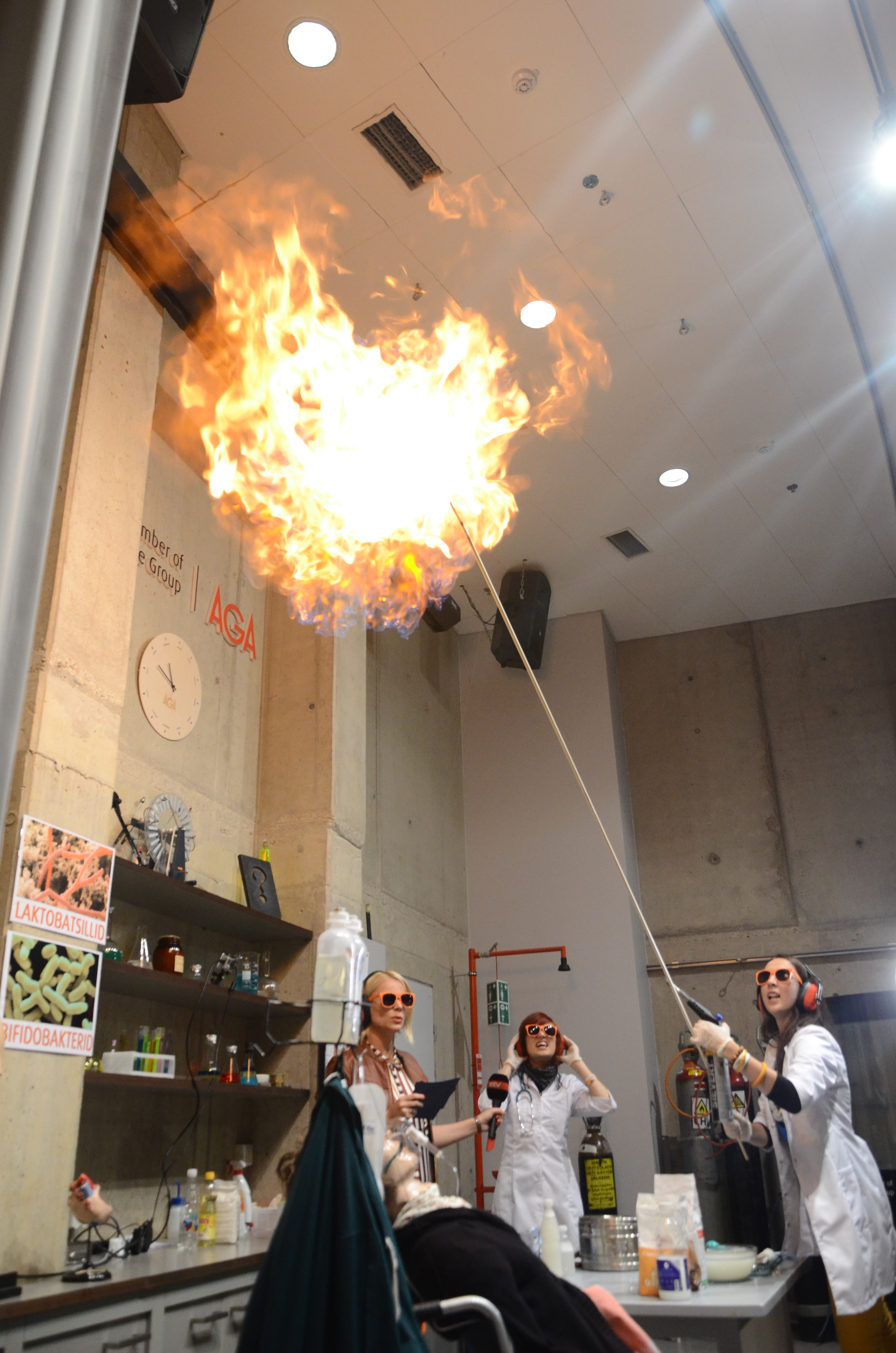
Ночь учёных 2012 года в АХХАА

## Деятельность
Задача АХХАА — предложить интересную и захватывающую обучающую среду для приобретения новых знаний. Цель — популяризировать науку и подтолкнуть любителей науки всех возрастов к пониманию того, насколько плотно различные научные достижения и открытия переплетаются с повседневной жизнью.
Основной метод обучения — это интерактивные выставки с использованием различных дополнительных возможностей (планетарий, мастерские, научный театр, обучающие программы, учебные материалы и др.). АХХАА плотно сотрудничает с научными центрами в других странах («Эврика» в Финляндии, «Экспериментариум» в Дании), международными организациями (ИКОМ, Британский Совет, ECSITE, NSCF), научными музеями (Музей естественной истории в Великобритании, Музей науки Блумфилда в Израиле, Немецкий музей в Германии и др.) и с научными и учебными учреждениями (Тартуский университет, Тартуская обсерватория, Тартуская художественная школа и др.).
В 2011—2014 гг. АХХАА активно участвовал в деятельности общеевропейской сети PLACES (англ. Platform of Local Authorities and Cities Engaged in Science). Проект связал собой европейские города, где проходит активная научная и обучающая деятельность, а также деятельность по популяризации науки. В связанных с проектом городах обычно расположены университеты, научные центры и музеи. В ходе проекта была создана торговая марка «Cities of Scientific Culture», которая помогает ознакомиться с научной деятельностью города на международном уровне. В январе 2015 года мэр Тарту Урмас Клаас подписал декларацию городов научной культуры, и Тарту официально получил титул Европейского города научной культуры.

## Внешний вид
Центр АХХАА располагается на берегу реки Эмайыги между автобусной станцией, водным центром «Аура», торговым центром Zeppelin и башней Тигуторн. С улицы хорошо виден расположенный на крыше сферический планетарий, а также макет ракеты, возвышающийся на площадке перед центром.

### Гибридная турбина
Гибридная турбина долгое время находилась на площадке перед центром, вырабатывая электроэнергию. Экспонат демонстрировал различные способы использования возобновляемых источников энергии в городской среде.
Агретат представлял собой вертикальную турбину Савониуса, установленную на решетчатой мачте и приспособленную для работы при небольших скоростях ветра. Общая высота турбины составляла 18,5 метра. Энергию также вырабатывали девять прикрепленных к мачте солнечных батарей. Вся произведённая энергия сохранялась в аккумуляторах и использовалась в вечернее время для подсветки самой турбины.

### Макет ракеты
В 2019 году на месте турбины установили уменьшенную в четыре раза модель ракеты-носителя «Ариан 6». Это планируемая ракета Европейского космического агентства (ЕКА), первый запуск которой должен состояться в 2020 году.

## Помещения центра науки АХХАА

### Зал технологии
Экспонаты Зала технологии рассказывают о технологических изобретениях, облегчающих повседневную жизнь. Посетители могут сами узнать и опробовать, как работают законы физики: прокатиться на велосипеде по тросу, покрутиться в напоминающем барабан стиральной машины тренировочном аппарате эстронавтов, рассмотреть используемые на автозаводах роборуки и поэкспериментировать со светом и тенью.
На балконе второго этажа находятся исторические медицинские коллекции Тартуского университета, старейшие экспонаты которых датируются 1803 годом.
На балконе третьего этажа — математическая выставка «Аххаа, в кубе!», в рамках которой можно ознакомиться с теорией вероятностей, решить числовые головоломки и узнать, как работает маятник.

### Зал живой природы
Экспонаты зала демонстрируют работу законов природы и иллюстрируют их научную сторону. Здесь можно понаблюдать за рыбами, морскими коньками, муравьями и цыплятами. В водном мире у посетителей есть возможность попробовать себя в роли инженера, построив дамбы, каналы и шлюзы, а для самых маленьких есть строительная площадка с мягкими кирпичами.
Здесь представлены биология, физика, материаловедение и география.

### Зал сменных экспозиций
В зале сменных экспозиций АХХАА открывает новую интерактивную выставку каждые полгода. Выставки строятся работниками центра или арендуются из-за границы.

### Фойе
В фойе, помимо гардероба и билетной кассы, располагается интерактивный план здания и информационные дисплеи, на которых размещается информация о представлениях в научном театре, мастерских и сеансах в планетарии. Из фойе можно попасть в конференц-зал, аудитории, кафе и научный магазин.

### Научный театр
Научный театр АХХАА действует при поддержке Linde. Зал соответствует всем требованиям безопасности и служит для демонстрации взрывов, опытов с газами и других экспериментов, требующих большого пространства.
Представления касаются разных тем из физики, химии, биологии и психологии, их проводят прошедшие специальное обучение сотрудники центра. В рождественское время и на Пасху проводятся тематические театры. Возможно также заказать выездное представление.

### Мастерские
В мастерских посетителям предоставляется возможность самостоятельно творить и экспериментировать. Ежедневно проводится 1-2 мастерских, темы которых варьируются от астрономии до кулинарии.

## Экспонаты
За рабочее состояние экспонатов отвечают мастера экспозиции АХХАА. Первые экспонаты ожидают посетителей уже в фойе, но большинство всё же распределены по темам и находятся в залах. Среди них, например, хорошо заметная из фойе и с улицы яблоня Ньютона, с помощью которой можно понять основные законы физики, расширяющаяся и сжимающася под куполом зала технологии сфера Хобермана, тренировочный аппарат для подготовки эстонских астронавтов или «эстронавтов» и занимающий почти одну пятую от площади зала живой природы водный мир.

## Планетарий
В центре АХХАА можно полюбоваться звездным небом в сферическом гибридном планетарии (это означает, что в нем используется как оптическая, так и цифровая проекция, которые можно демонстрировать вместе или по отдельности). Изображение появляется не только на стенах и потолке, но и внизу, под полом, поэтому пол планетария изготовлен из стекла. Сферических планетариев такого типа во всем мире совсем не много, один из них, например, это планетарий Hitachi Civic Center в Японии.
Проекторы планетария АХХАА MEGASTAR ZERO и MEGASTAR IIA произведены в Японии фирмой Ohira Tech Ltd., руководитель которой, Такаюки Охира, преимущественно сам собирает звездные проекторы. Проекторы типа Мегастар в АХХАА способны проецировать около 10 млн звёзд, благодаря чему были занесены в Книгу рекордов Гиннеса.
За вывод цифрового изображения в планетарии АХХАА отвечает программа UNIVIEW, разработанная шведским предприятием SCISS AB. Для создания цифровой проекции в планетарии установлено 5 проекторов, работающих синхронно, благодаря чему изображение простирается примерно на 300°.
Во время представлений в планетарии на фоне играет посвященная Мегастару симфония, автор которой, француз Эрик Арон, сам интересуется астрономией и черпает вдохновение для создания музыки у неба, звезд и Вселенной.
На мероприятиях, проходящих за пределами АХХАА, используется надувной планетарий. Например, в нем давались представления во время Ганзейских дней в Тарту.
- Диаметр: около 9 метров.
- Количество посадочных мест: 20+5
- Первый (и пока единственный) гибридный планетарий в Прибалтике.
- Первый планетарий в Европе, в котором используется проектор MEGASTAR.

Планетарий центра науки АХХАА входит в состав двух организаций:
- Nordic Planetarium Association
- International Planetarium Society.

Курсы по обучению на планетариста: 
Пройдя соответствующие обучающие курсы в АХХАА, возможно выучиться на работника планетария. В обучении также участвует Обсерватория города Тарту. 
В ходе этих курсов участники получают базовые знания по астрономии, информацию о других планетариях, о том, как обращаться с техникой и проводить представления. Практика проходит в планетарии центра науки АХХАА и в Тартуской Обсерватории.

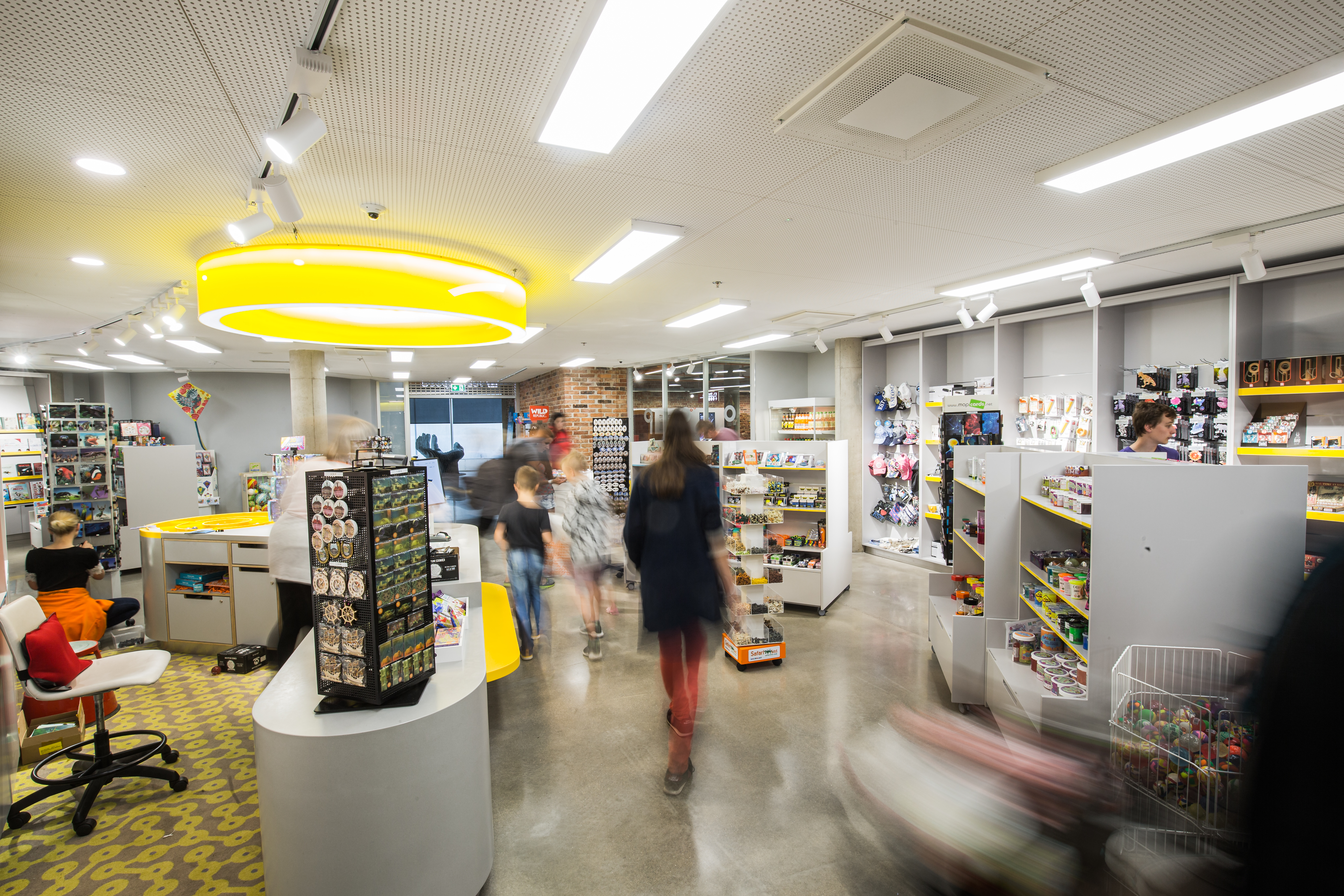
Научный магазин АХХАА

## Научный магазин
Научный магазин АХХАА находится на первом этаже здания. Для посещения магазина не нужно покупать билет в центр.
Это крупнейший в Эстонии научный магазин, в ассортименте которого более 2000 товаров для любителей науки всех возрастов: настольные игры, наборы для творчества, конструкторы, головоломки, а также миниатюрные домашние планетарии, произведённые фирмой Ohira Tech Ltd. — той же самой, в которой был собран проектор MEGASTAR для планетария АХХАА. В магазине представлены такие известные во всем мире марки как HexBug, SmartGames, BrainGames, Eitech и др.
Кроме этого, действует и интернет-магазин АХХАА.

## Кинотеатр впечатлений 4D
Принадлежавший центру науки АХХАА Кинотеатр впечатлений 4D находился в Тарту, в торговом центре «Лыунакескус» с 18.07.2008 по 31.12.2017. Кинотеатр представлял собой экран, установленный на закрытой платформе с креслами для зрителей, на который проецировалось стереоизображение. Перед сеансом зрители получали 3D-очки.
В качестве двигателя в кинотеатре использовался гидравлический насос и 500 л масла, благодаря которым платформа приводилась в движение. Помимо подвижной платформы и объёмного, то есть трёхмерного, изображения в зависимости от содержания фильма зрители ощущали такие эффекты как брызги воды, порыв ветра, летящий в лицо снег.
За время работы кинотеатра на его экране было показано более 14 фильмов. Среди них как развлекательные, так и обучающие.

## Мероприятия
Помимо повседневной деятельности Центр науки АХХАА организует различные мероприятия, также здание центра используется для проведения приемов, гала-мероприятий и съемок телепередач. Среди самых значимых:
- Ежегодный фестиваль «Ночь учёных» (до 2011 года — Тартуский Научный фестиваль) — череда мероприятий, проходящих по всей Эстонии на третьей неделе сентября с целью популяризации науки. Разгар фестиваля приходится на Ночь учёных в пятницу.
- Ночь учёных — кульминация фестиваля «Ночь учёных», на которую приходится большая часть событий фестиваля.
- Робобитва АХХАА — соревнование самодельных роботов в двух весовых категориях. В 2020 году будет проводиться уже в четвёртый раз.
- Научные кафе — проходящие преимущественно в рамках фестиваля «Ночь учёных» лекции в свободной форме, в ходе которых у зрителей есть возможность выслушать мнение специалиста по теме за чашечкой кофе, задать интересующие вопросы и поучаствовать в обсуждении.
- Ночные лагеря — как правило, проходят во время школьных каникул. В программу лагеря входят разные мастерские, представления в планетарии и научном театре и, конечно же, ночные приключения в научном центре. Ночные лагеря проходят на эстонском, русском, а время от времени и на латышском языках.
- Научные лагеря для молодёжи — также проводятся во время каникул в течение недели.
- Rakett69 — конкурс для интересующейся наукой молодёжи, съёмки которого проходят в АХХАА.

## АХХАА в Таллине
Таллинский филиал АХХАА открылся в 2009 году в подземных помещениях под площадью Свободы в центре города, где действовал 4 года. Он представлял собой научную выставку с интерактивными экспонатами. Экспозиция делилась так же, как и в Тартуском центре, на постоянную и сменную. В помещении был установлен 9-местный 4D-кинотеатр со стереопроектором высокого разрешения.
Филиал был закрыт весной 2013 года, поскольку помещения не отвечали нуждам центра. За время существования филиала его посетили около четверти миллиона человек.

## За пределами Эстонии
Центр науки АХХАА принимает активное участие в научных фестивалях и мессах как в Эстонии, так и по всему миру, выступая, в основном, с мастерскими и научными представлениями. В числе прочих фестивали Festival della Scienza и Perugia Science Fest в Италии, Korea Science Festival в Южной Корее, Московский фестиваль науки в России, Science Picnic в Польше, Science Festival Belgrade в Сербии и др.

## Партнёры и спонсоры
Деятельность центра науки АХХАА спонсируется различными учреждениями. К тому же АХХАА тесно сотрудничает с государственными и частными предприятиями. В число спонсоров входят: Министерство образования и науки, управа города Тарту, Тартуский университет, Kalev, Linde, Tallegg, Банк Nordea, Центр инвестирования в окружающую среду — KIK, Ракверский мясокомбинат и завод A. Le Coq в Тарту.

## Признание
Центр АХХАА неоднократно удостаивался различных премий. В числе прочих:
- 4.03.2011 на конкурсе «Лучшее строение Тарту 2010» АХХАА получил титул лучшего нового строения в категории «прочие здания» группы «новые строения»;[8]
- 2-5 ноября 2011 года на проходившем в Ирландии 59-м ежегодном конгрессе Международной федерации кровельщиков (IFD) центр АХХАА получил премию за лучшую в мире металлическую крышу, построенную в 2010—2011 годах;
- 11.11.2011 на конференции «MIDA?!» руководитель Центра науки АХХАА Тийу Сильд была удостоена премии за вклад в популяризацию науки в Эстонии;[9]
- 28.11.2011 Центр науки АХХАА победил в конкурсе «Дело года» в Тарту;[10]
- 07.12.2011 АХХАА получил титул лучшего туристического объекта 2011 года;[11]
- 17.-19.02.2012 на ярмарке TourEst2012 тартуский центр АХХАА был объявлен членами Эстонского союза туристических фирм лучшим туристическим объектом 2011 года;
- 28.01.2016 АХХАА победил в конкурсе «Работодатель мечты 2016».